# Fagradalsfjall (Suðurnes)

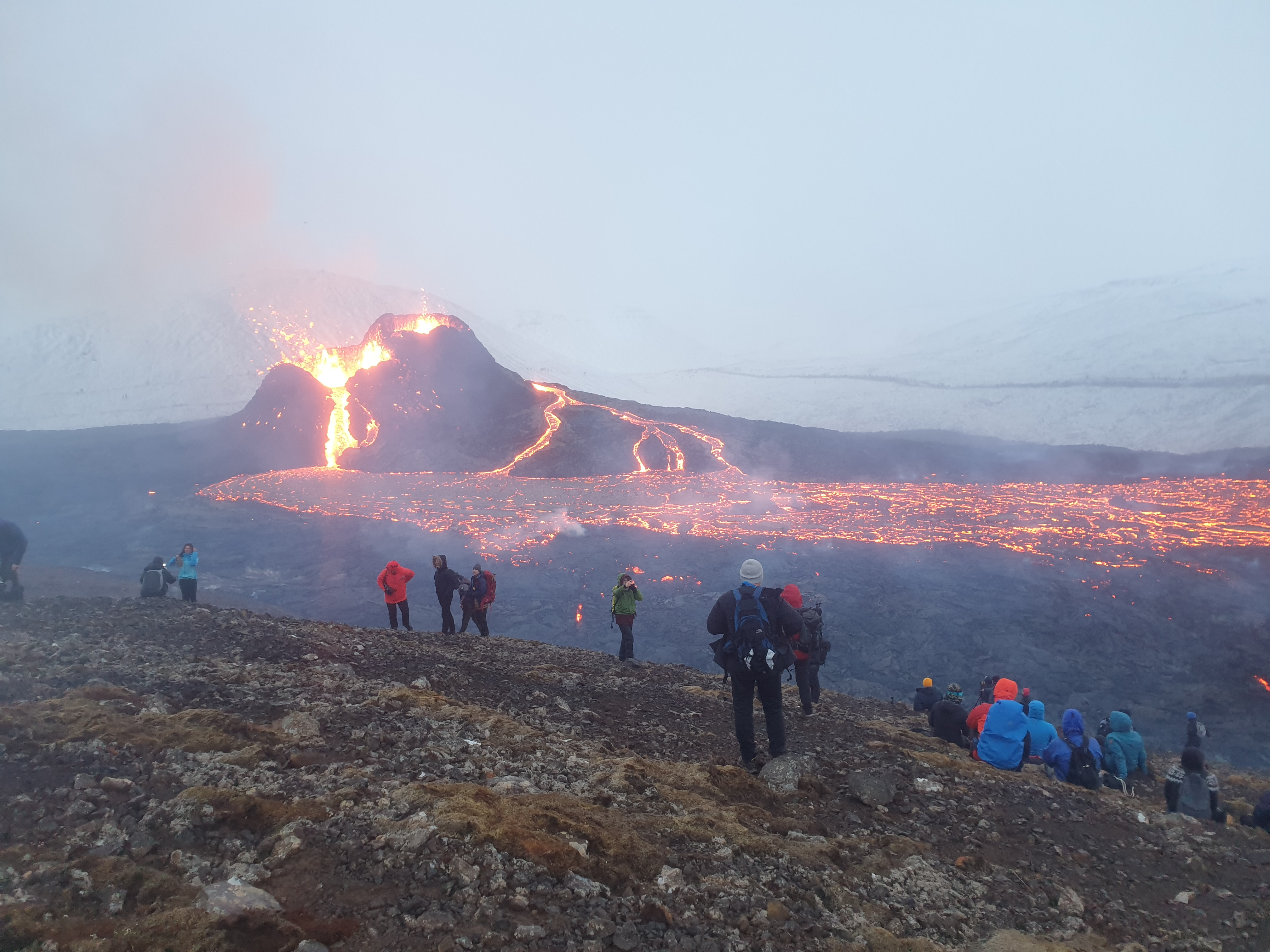
Vulkanutbrottet 2021.

Fagradalsfjall är ett berg och sprickvulkan på Island. Det ligger i regionen Suðurnes, i den sydvästra delen av landet, 30 km sydväst om huvudstaden Reykjavík. Toppen på Fagradalsfjall är 391 meter över havet, eller 224 meter över den omgivande terrängen. Bredden vid basen är 7,7 km.

## Aktivitet
Vulkanen är aktiv, med återkommande utbrott. Ett sådant inträffade i dalen Geldingadalir i mars 2021, efter att halvön Reykjanes hade drabbats av tiotusentals skalv i veckorna före utbrottet.
Under 2022 och 2023 fortsatte den vulkaniska aktiviteten, bland annat med ett mer markerat utbrott under augusti 2023. Inget av dessa utbrott betraktades som någon större fara för befolkningen i området.

### November 2023
10–11 november 2023 tvingades myndigheterna att akut låta utrymma de 4 000 invånarna i den närliggande hamnstaden och fiskeläget Grindavík (cirka 3 km mot sydväst). Detta skedde efter ett par veckor med täta jordbävningar (minst 24 000 sedan i slutet av oktober). Det hittills största av dessa jordbävningar inträffade den tionde november, ett skalv på 5,2 på Richterskalan och vars skakningar även märktes i Reykjavík 40 km mot nordöst. Redan före evakueringen av Grindavík utrymdes även turistanläggningen Blå lagunen cirka två kilometer norr om staden.
Fram till 11 november hade stora sprickor bildats i olika gator och vägar i Grindavík. Dagen innan meddelades att magmakammaren under staden nu nått upp till 800 meter under jordytan, jämfört med 1 500 meter ett antal timmar tidigare. Magmakammaren löper genom Grindavík och cirka en mil åt nordöst. Under den 12 november skedde cirka 1 000 skalv i och runt Grindavík, men alla var på mindre än 3,0 i styrka.

### Utbrott december 2023
På kvällen den 18 december började ett sprickformat utbrott. Sprickan mättes till att vara 4 km lång och sydspetsen var endast 3 km från Grindavík. Utbrottet avtog de följande dagarna och vid överflygning den 21 var det inga synliga utbrott.
Faran ansågs, enligt Icelandic Meteorological office inte vara över fredag 22 december men dom tidigare evakuerade invånarna i Grindavík tilläts ändå åka hem på lördagen.